# Ḩolvar-e Pā'īn
Ḩolvar-e Pā'īn (persiska: هُلوَرِ سُفلَى, حُلوَرِ پائين, هُلوِرِ سُفلَى, حَلوَرِ پائين, هُلوَر, Holvar-e Soflá, Ḩolvar-e Pā’īn, حلور پایین) är en ort i Iran.   Den ligger i provinsen Hamadan, i den nordvästra delen av landet, 300 km väster om huvudstaden Teheran. Ḩolvar-e Pā'īn ligger 1 589 meter över havet och antalet invånare är 373.
Terrängen runt Ḩolvar-e Pā'īn är kuperad åt sydost, men åt nordväst är den platt. Runt Ḩolvar-e Pā'īn är det ganska tätbefolkat, med 86 invånare per kvadratkilometer. Närmaste större samhälle är Asadābād, 11,5 km norr om Ḩolvar-e Pā'īn. Trakten runt Ḩolvar-e Pā'īn består i huvudsak av gräsmarker.